# كرايغ تانر (مخرج)
كرايغ تانر (بالإنجليزية: Craig Tanner)‏ هو مونتير ومنتج أفلام ومخرج أمريكي، ولد في 28 مارس 1974 في كورونادو في الولايات المتحدة.

## وصلات خارجية
- كرايغ تانر على موقع IMDb (الإنجليزية)
- كرايغ تانر على موقع أول موفي (الإنجليزية)
- كرايغ تانر على موقع قاعدة بيانات الفيلم (الإنجليزية)